# ناكاغاوا
ناكاغاوا هي مدينة في اليابان، تقع في فوكوكا، بلغ عدد سكانها 50,186 نسمة وذلك حسب إحصائيات سنة 2017.